# BR-450
De BR-450 is een federale weg in het Federaal District in het midden van Brazilië en loopt door Brasilia. De weg is een verbindingsweg tussen de BR-010 en de BR-020 in het noorden en de BR-040 en de BR-050 in het zuiden.
De weg heeft een lengte van 36,8 kilometer.

## Aansluitende wegen
- BR-010, BR-020, DF-001 en DF-150
- BR-479
- DF-009
- DF-095
- DF-085
- DF-051
- DF-075
- DF-025
- DF-055
- DF-065
- BR-040, BR-050, BR-251 en DF-001